# Бактериальный газон

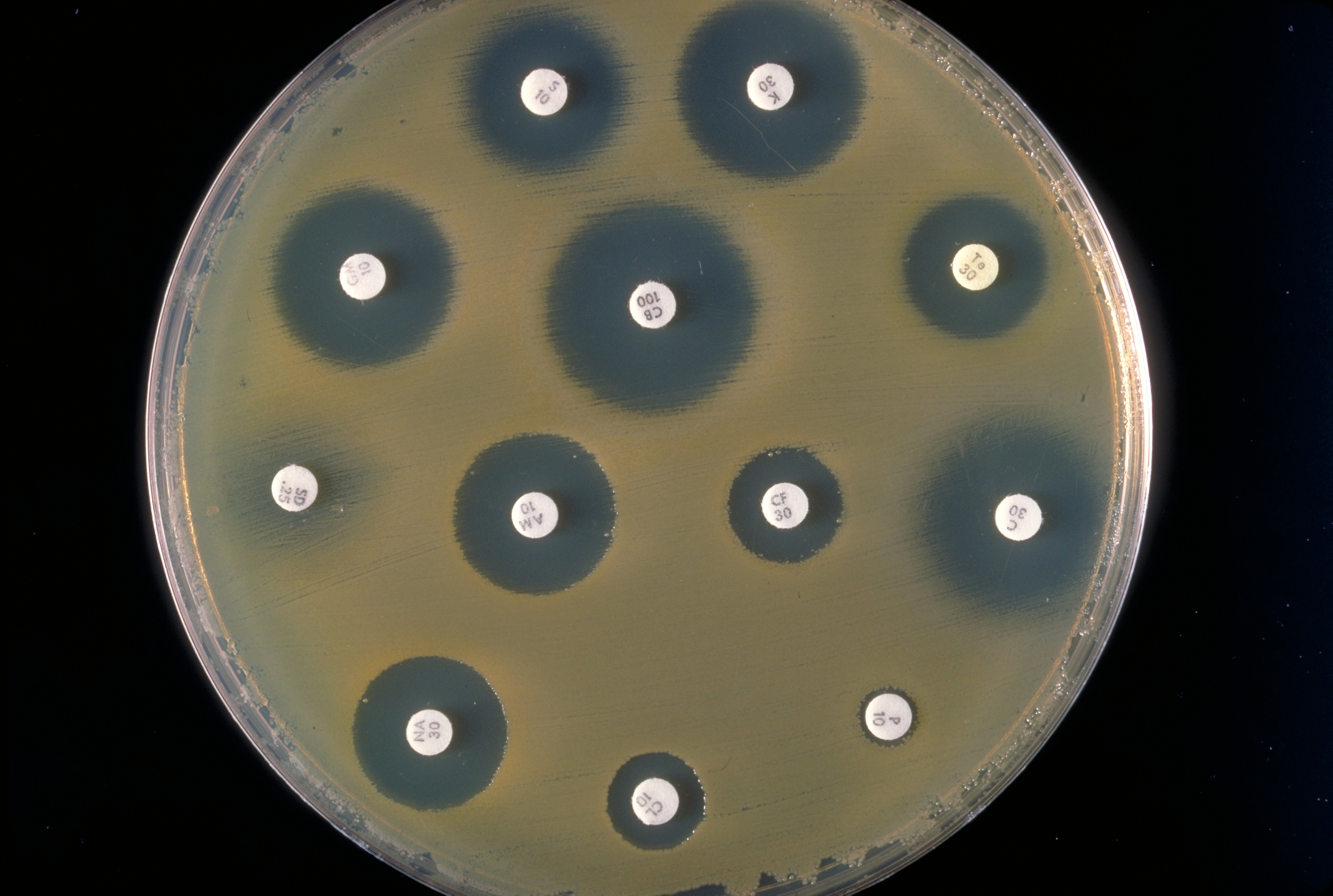
Бактериальный газон в эксперименте на проверку устойчивости к антибиотикам

Бактериальный газон — вид бактериальной культуры на плотной питательной среде, характеризующийся сплошным ростом; образуется при высеве большого числа бактерий или слиянии множества мелких колоний.
Хотя этот термин иногда используется как синоним биоплёнки, в первую очередь он относится к простым, клональным, неструктурированным матам организмов, которые образуются только в лабораторных условиях на специальных средах для выращивания. Биоплёнки — агрегированная форма микроорганизмов, наиболее часто встречающаяся в природе, — обычно более сложны и разнообразны и отличаются большим количеством внеклеточного структурного матрикса по отношению к клеточной биомассе.
В микробиологической диагностике эту технику используют для обнаружения ингибиторов роста, например в тесте на резистентность для изучения чувствительности определённого штамма бактерий к различным антибиотикам (антибиотикограмма). При исследовании зоны угнетения роста бактериальный газон обычно состоит из чистой культуры Bacillus subtilis (в медицинской диагностике) или Serratia marcescens (в качестве биологического индикатора в экологических и гидрологических исследованиях для выявления бактериофагов с целью использования их как маркёров для оценки качества подземных вод). В обоих случаях после того, как бактериальный газон высеян, на него кладут бумажные жетоны с исследуемым образцом или тестируемым антибиотиком. После инкубации образуются зоны угнетения роста, по размеру и характеру которых можно судить о действенности ингибирующего агента.

## Приготовление
Бактериальный газон проще всего получить путём равномерного размазывания большого количества бактерий по чашке с агаром с помощью стерильного ватного тампона или шпателя Дригальского. Также возможен автоматизированный подход с использованием аппарата для спирального посева на чашки, в котором чашка вращается, а жидкий инокулят равномерно распределяется с помощью автоматического дозатора. Ещё один метод — использование техники «посев заливкой», в которой концентрированный инокулят бактерий смешивают с расплавленным агаром и равномерно распределяют по поверхности чашки Петри.